# Andrew File System
Pour les articles homonymes, voir AFS.
Andrew File System ou AFS est un système d'archivage distribué inspiré de NFS, et créé à l'université Carnegie-Mellon. Son nom vient de Andrew Carnegie et Andrew Mellon.

## Fonctionnalités
- Les différentes unités de stockage du réseau sont montées dans un répertoire commun, /afs par convention.
- Kerberos est utilisé pour le chiffrement et la sécurité.
- Système d'Access Control List pour la gestion des autorisations.
- Les fichiers peuvent être mis en cache localement.
- Des copies en lecture seule peuvent être effectuées, ce qui augmente la persistance des fichiers de façon transparente pour l'utilisateur.

## Héritage
NFSv4 a été fortement inspiré à son tour par AFS. DCE Distributed File System (DCE/DFS) est une variante adoptée en 1989 par l'Open Software Foundation pour une partie de leur environnement informatique distribué.